# ألان مور (رسام)
ألان مور (بالإنجليزية: Alan Moore)‏ هو رسام أسترالي، ولد في 1 أغسطس 1914 في ملبورن في أستراليا، وتوفي في 24 سبتمبر 2015 في بالارات في أستراليا.